# GSD Anmic Sassari
Pour les articles homonymes, voir GSD.
Le GSD Anmic Sassari (ou Dinamo Sassari en référence au club valide associé) est une équipe de basket-ball en fauteuil roulant italienne actuellement localisée à Sassari, en Sardaigne.
Le club a remporté six années de suite le championnat italien, devant les ténors de Santa Lucia, Lottomatica Elecom et Briantea84 Cantù. Il n'a remporté qu'un titre européen, mais dispose de nombreuses places de deuxième.

## Palmarès
International
- Coupe des Clubs Champions (EuroCup 1) :
  - 2001 :  Vice-champion d'Europe
  - 2002 :  Champion d'Europe
  - 2004 :  Vice-champion d'Europe
  - 2006 :  Vice-champion d'Europe
- Coupe André Vergauwen (EuroCup 2) :
  - 2008 :  Vice-champion d'Europe
  - 2009 : 4e place[3]
  - 2010 : 6e place[4]
  - 2012 : 4e place[5]
  - 2013 :  Vice-champion d'Europe[6]
  - 2025 : 6e place
- Coupe Willi Brinkmann (Eurocup 3) :
  - 2014 :  3e place[7]
  - 2022 :  3e place

National
- Champion d'Italie Serie A1 : 2000, 2001, 2002, 2003, 2004, 2005
- Coupe d'Italie : 1999, 2000, 2002
- Supercoupe d'Italie : 2001, 2002, 2003, 2004, 2005, 2012
- Trophée CIP : 2007

## Rivalité régionale
La Sardaigne est également le siège du GSD Porto Torres, club installé dans la ville voisine de Porto Torres.